# Thea Moear
Tetje Fatimah Martje (Thea) Moear (Amsterdam, 23 augustus 1951) is een Nederlands crimineel en drugshandelaar.
Moear is de dochter van de legendarische Blonde Greet (echte naam Gijsje Balk), een bekende verschijning in het Amsterdamse criminele circuit. Hierdoor was ze van kinds af aan vertrouwd met de manieren om op een makkelijke wijze geld te verdienen. Haar moeder nam grote risico’s door een koffer heroïne van Singapore naar Nederland te smokkelen maar Moear pakte het op haar beurt veel professioneler aan.
Toen zij 19 was werd ze bij een missverkiezing tot de Amsterdamse "Miss Hot Pants" verkozen. In november 1969 trouwde Moear met de hasjhandelaar Hugo Ferrol, die later een liquidatiepoging in opdracht van Klaas Bruinsma zou overleven. In januari 1972 werd Hugo Ferrol in zijn been geschoten door Antonio Brusamolin (uit Brussel), die veel later met Moear in Panama gearresteerd zou worden. Het huwelijk van Moear en Ferrol strandde in 1977.
Moear was vrijwel vanaf het begin betrokken bij het drugsimperium van Klaas Bruinsma dat opgericht werd in het midden van de jaren zeventig, een groot en gewelddadig misdaadsyndicaat. Terwijl Bruinsma zich binnen "de firma" vooral met de aankoop, het transport en de distributie van de handelswaar bemoeide, beheerde Moear de financiën. Zij hield de inkomsten en uitgaven bij en was ook verantwoordelijk voor uitbetaling aan mensen die werden ingehuurd om personen uit de weg te ruimen die zich niet aan de regels hielden.
In 1985 ging Moear met 'pensioen', maar zij bleef als aandeelhouder van de 'firma' nog wel betrokken bij de organisatie, hoewel op het eind de contacten verwaterden, omdat medewerkers van Bruinsma volgens Moear weigerden haar de rente van haar geïnvesteerde geld uit te betalen. Omdat zij toen zelf geen organisatie meer tot haar beschikking had en de firma van Bruinsma vlak voor diens dood in feite bestuurd werd door zijn medewerkers, was zij niet meer in staat om met geweld afgifte van de gelden af te dwingen.
Na de liquidatie van Klaas Bruinsma in 1991, vestigde Moear zich in Latijns-Amerika. In de zomer van 2000 werd zij gearresteerd in Panama. De rechtbank in Panama-Stad heeft Moear en haar Italiaanse partner Antonio Brusamolin beiden tot tien jaar gevangenisstraf veroordeeld wegens samenzwering tot het smokkelen van partijen drugs van Europa naar Panama.
In april 2005 werd Moear vrijgelaten uit de gevangenis in Panama.